# Cha no aji
Cha no aji (茶の味, El sabor del te) és una pel·lícula de comèdia dramàtica fantàstica japonesa del 2004 dirigida per Katsuhito Ishii. Descrita com una versió "surrealista" de Fanny i Alexander (1982) d'Ingmar Bergman, segueix la vida quotidiana d'una família que viu a les zones rurals de la prefectura de Tochigi, al nord de Tòquio. Va ser seleccionada a la Quinzena de Cineastes 57è Festival Internacional de Cinema de Canes.

## Argument
La pel·lícula segueix la vida de la família Haruno, que viu a la prefectura de Tochigi rural, el camp al nord de Tòquio. Nobuo és un hipnoterapeuta. Ensenya Go al seu fill Hajime. Hajime es converteix en un excel·lent jugador de Go, però passa uns moments difícils amb les noies i la pubertat. Yoshiko es nega a ser una mestressa de casa normal i treballa en projectes de pel·lícules d'animació a casa. Ella utilitza l'ajuda de l'avi Akira, un vell excèntric que és un antic animador i model ocasional.
La Sachiko, de vuit anys, veu periòdicament un doble silenciós i de mida gegant que la imita o la mira benignement. Ella contempla maneres de desfer-se'n. L'oncle Ayano és un enginyer de so i productor discogràfic que ve per quedar-se de visita. Es dedica a la reflexió interior, cerca el tancament d'una antiga relació i explica una experiència de la infància, un conte que influeix en Sachiko i lliga amb esdeveniments posteriors.

## Repartiment
- Tomokazu Miura - Nobuo Haruno - pare
- Satomi Tezuka - Yoshiko Haruno - mare
- Maya Banno - Sachiko Haruno - filla
- Takahiro Sato - Hajime Haruno - so
- Tadanobu Asano - Ayano Haruno - oncle
- Tatsuya Gashuin - Akira Todoroki - avi
- Tomoko Nakajima - Akira Terako
- Ikki Todoroki - Ell mateix
- Anna Tsuchiya - Aoi Suzuishi
- Kenichi Matsuyama - Matsuken/L'home de la camisa vermella
- Hideaki Anno - Kasugabe
- Rinko Kikuchi - Yuriko Kikuchi
- Ryo Kase - Rokutaro Hamadayama
- Kenji Mizuhashi - Maki Hoshino

## Recepcií
Cha no aji té un 100% d'aprovació a Rotten Tomatoes i una mitjana ponderada de 77/100a Metacritic. També va ser una de les eleccions d'Ed Park a l'enquesta de crítics Sight & Sound del 2012 de les millors pel·lícules mai fetes.

## Premis
- Premi del públic - 2004, Festival de Cinema de Belfort Entrevues
- Premi Golden Maile (Millor llargmetratge) - 2004, Festival Internacional de Cinema de Hawaii
- Millor actriu revelació (Anna Tsuchiya) - 2004, Premis Hochi de Cinema
- Premi del públic - 2005, Festival de Cinema Japonès de Dejima
- Millor pel·lícula asiàtica - 2005, FanTasia
- Premi del públic - 2005, Festival de Cinema Asiàtic de Nova York
- Millor actriu novel·la (Anna Tsuchiya) - Premis Kinema Junpo del 2005
- Premi New Talent (Anna Tsuchiya) - 2005, Premis de Cinema Mainichi
- Premi del Festival - 2005, Festival de Cinema de Yokohama